# Гай Ферленд
Гай Ферленд (англ. Guy Ferland нар. 18 лютого 1966) — американський актор, режисер кіно і телебачення, кіносценарист і кінопродюсер. 

## Біографія
Гай Ферленд народився в місті Беверлі (Массачусетс) і навчався в школі Голліс Бруклайн в Голлісі, Нью-Гемпшир. Його батько - Рід Ферленд, учитель шкільного оркестру, який також грав в Оркестрі Boston Pops Массачусетса. 
Після того, як фільм Альфреда Гічкока «Погана слава» 1946 року надихнув його стати режисером, Ферленд відправився на вивчення кіновиробництва в школу кіно і телебачення при Університеті Південної Каліфорнії, закінчивши його в 1988 році , і отримав практику в Агентстві творців. Він отримав роботу помічника режисера Джоела Шумахера через три дні після отримання ступеня бакалавра мистецтв. П'ять років, до 1994 року, він працював з Шумахером над фільмами «Родичі», «Коматозники», «Якби погляди могли вбивати», «Померти молодим», «З мене досить!» та «Клієнт». В останньому він був також асоційованим продюсером. Потім він написав сценарій і зняв свій перший фільм, «Няня», в 1995 році, а в 1997 році зняв фільм «Як брехати в Америці», який був високо оцінений за видатні досягнення в галузі кіномистецтва Національною радою кінокритиків США. Потім він став працювати на телебаченні. Він зняв телефільми «Після шторму» і «Піф-паф, ти – мертвий» в 2001 році і 2002 році, відповідно. «Після шторму» був названий найкращим фільмом на Міжнародному фестивалі незалежного кіно і відео в Нью-Йорку в 2000 році, а Ферленд індивідуально похвалили за реалізм, який він приніс у фільм з підводною зйомкою , в той час як Ферленда нагородили Денною премією «Еммі» в категорії найкраща режисура програми для дітей і премією Гільдії режисерів США в категорії найкраща режисура програми для дітей  за «Піф-паф, ти - мертвий» в 2003 році.
Знявши в 2004 році сиквел фільму 1987 року «Брудні танці», «Брудні танці 2: Гаванські ночі» , Ферленд приступив до роботи, в основному, на телебаченні, і зняв епізоди серіалів «Ед», «Медичне розслідування», «доктор Хаус», «Сліпе правосуддя», «Частини тіла», «Загін «Антитерор»», «Втеча з в'язниці», «Впізнай ворога», «Детектив Рейнс», «Зниклий», «Сутичка», « Врятуйте Грейс», «Багаті», «В останню мить», «Чорний список» і « Щит», для якого він зняв тринадцять епізодів.
Він був регулярним режисером серіалу каналу FX «Сини анархії». Ферленд знімав епізоди всіх семи сезонів шоу.
Він також зняв шість епізодів телесеріалу про зомбі «Ходячі мерці».
Ферленд зняв кілька епізодів серіалу каналу CBS «Елементарно».
Він також зняв один з епізодів першого сезону серіалу каналу FX «Штам», який створив Гільєрмо дель Торо .

## Фільмографія

### Режисер
- 1995 — Няня / The Babysitter
- 1997 — Як брехати в Америці / Telling Lies in America
- 1999—2001 — Майданчик / The Lot
- 2000—2004 — Ед / Ed
- 2001 — Після шторму / After the Storm
- 2002—2008 — Щит / The Shield (13 серій)
- 2002 — Піф-паф, ти – мертвий / Bang Bang You’re Dead
- 2003—2010 — Частини тіла / Nip/Tuck
- 2004 — Брудні танці 2: Гаванські ночі / Dirty Dancing: Havana Nights
- 2004—2005 — Медичне розслідування / Medical Investigation
- 2004—2012 — Доктор Хаус / House, M.D.
- 2005 — Сліпе правосуддя / Blind Justice
- 2005—2009 — Втеча з в'язниці / Prison Break
- 2005 — Криміналісти: мислити як злочинець / Criminal Minds
- 2005—2006 —  Впізнай ворога / Sleeper Cell
- 2006—2009 —  Загін «Антитерор» / The Unit
- 2011 —  Торчвуд: День Дива / Torchwood: Miracle Day (3 серії)
- 2007—2008 — Багаті / The Riches
- 2007 — Детектив Рейнс / Raines
- 2007 — Пропавший / Traveler
- 2007—2010 — Врятувати Грейс / Saving Grace
- 2007—2012 — Сутичка / Damages
- 2008—2009 — Термінатор: Хроніки Сари Коннор / Terminator: The Sarah Connor Chronicles
- 2008—2014 — Сини анархії / Sons of Anarchy
- 2008—2015 — Менталіст / The Mentalist
- 2008—2009 — В останню мить / Eleventh Hour
- 2008—2009 — Зіткнення / Crash
- 2009—2013 — Саутленд / Southland
- 2009 — Свідомість / Mental
- 2009—2010 — Під прикриттям / Dark Blue
- 2009 — Щоденники вампіра / The Vampire Diaries
- 2009—2010 — Забуті / The Forgotten
- 2010—2011 — Жива мішень / Human Target
- 2010 — Рубікон / Rubicon
- 2010—2013 — Болота / The Glades
- 2010 — Тер'єри / Terriers
- 2010—2013 — Нікіта / Nikita
- 2010 — Ходячі мерці / The Walking Dead (6 эпизодов)
- 2011 — Влада закону / The Chicago Code
- 2011—2012 — Королі втечі / Breakout Kings
- 2011 — Батьківщина / Homeland
- 2011 — Якось у казці / Once Upon a Time
- 2012 — Елементарно / Elementary
- 2013—2014 — Міст The Bridge
- 2013 — Чорний список / The Blacklist
- 2013 — Місто гангстерів / Mob City
- 2014 — Рей Донован / Ray Donovan
- 2014 — Штам / The Strain (1 серія, перший сезон)
- 2014 — Ґотем / Gotham
- 2014 — Скорпіон / Scorpion
- 2014 — Поліція Чикаго / Chicago P.D.
- 2015—2016 — Скажені пси / Mad Dogs
- 2015 — Шибайголова / Daredevil
- 2015 — Області темряви / Limitless
- 2015 — У пустелі смерті / Into the Badlands
- 2016 — Водоспад  / Falling Water
- 2016 — Поза часом / Timeless
- 2017 — Імла / The Mist
- 2017 — Морські котики / SEAL Team
- 2017 — Спецпризначенці / S.W.A.T.
- 2018 — Маянці / Mayans M.C.
- 2018 — Єллоустоун  / Yellowstone
- 2019 — Кодекс / The Code
- 2020 — Замок і ключ / Locke & Key
- 2021 — Койот / Coyote
- 2021 — Мер Кінгстауна / Mayor of Kingstown
- 2022 —  Король Талси / Tulsa King
- 2022 —  1923  / 1923
- 2023 —  Нічний агент / The Night Agent

### Сценарист
- 1995 - Няня / The Babysitter

### Продюсер
- 1994 - Клієнт / The Client